# Monastère de Petcherski près de Nijni Novgorod
Monastère de Petcherski près de Nijni Novgorod (en russe : Печерский монастырь близ Нижнего Новгорода), appelé aussi Monastère de l'Ascension ou encore Monastère des Grottes, est un tableau du peintre russe Alexeï Savrassov (1830—1897), qu'il a terminé en 1871. Il fait partie de la collection privée du musée des Beaux-Arts de Nijni Novgorod sous le n° d'inventaire Ж-609. Les dimensions du tableau sont de 101,5 × 131 cm.

## Description
Monastère de Petcherski près de Nijni Novgorod est un des premiers tableaux de Sarassov d'une série qu'il a consacrée à la Volga. Celui-ci est situé un peu en aval de la ville de Nijni Novgorod, à 4 kilomètres à l'est du centre ville.
Par ses dimensions, c'est une des plus grandes toiles de cet artiste. La palette douce des couleurs souligne le calme et la tranquillité des lieux et reflète la majesté du paysage du grand fleuve.
Le tableau représente une vue lointaine du monastère Petcherski de l'Ascension (en), qui est situé le long de la Volga, à proximité de son affluent l'Oka

## Histoire

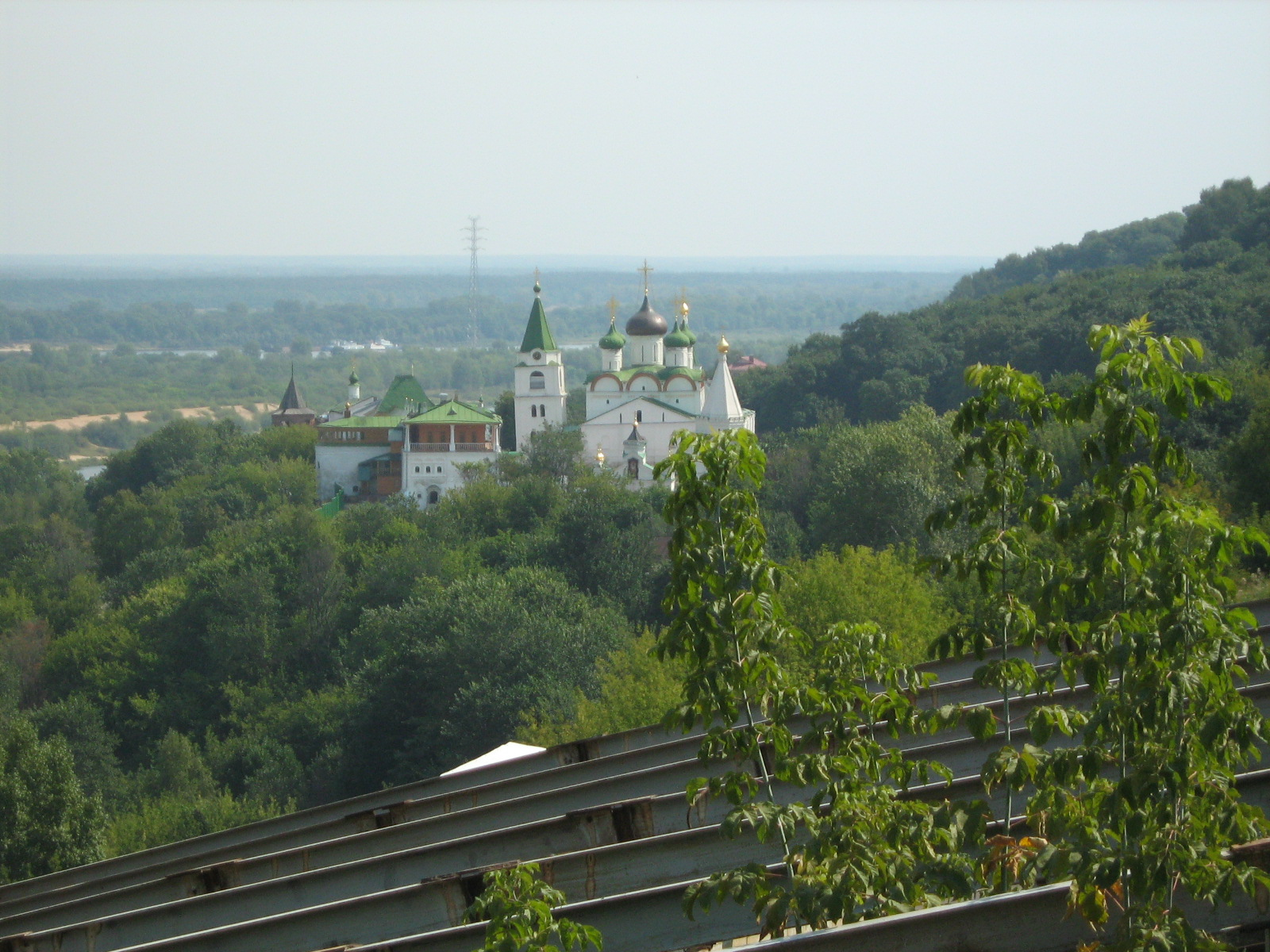
Monastère de Petcherski près de Nijni Novgorod

Savrassov a commencé à travailler sur cette toile lors d'un voyage sur la Volga durant l'été 1870. La même année, sur base d'un croquis peint d'après nature, il termine une première version du tableau. Il poursuit et achève son travail durant l'année 1871.
En 1871, le tableau reçoit le deuxième prix du concours de la Société impériale d'encouragement des beaux-arts à Saint-Pétersbourg, et est acheté à Savrassov par Pavel Tretiakov (selon d'autres version, Tretiakov a acheté la première version en 1870).
En 1932, le tableau a été transféré de la Galerie Tretiakov au musée des Beaux-Arts de Nijni Novgorod.

## Appréciation
Le critique d'art Nikolaï Novoouspenski décrit ainsi ses impressions sur ce tableau :

« Les premières rangées de maisons du village forment avec leur toiture une diagonale qui s'atténue progressivement et se complique pour arriver à l'horizontalité des deux bandes de terre et de ciel. Le monastère blanc domine le cours sans fin du fleuve et des plaines qui s'étendent au loin. Il y a déjà la préfiguration de la merveilleuse vue de la Volga créée vingt ans plus tard par Isaac Levitan dans son tableau Le Soir. Plios doré. »